# ریو تئوری
ریو تئوری (به انگلیسی: Rev Theory) یک گروه موسیقی آمریکایی در سبک هارد راک، پست‌گرانج و نیو متال است، و تاریخ شکل‌گیری‌اش به سال ۲۰۰۲ میلادی برمی‌گردد. این گروه تا کنون چهار آلبوم استدیویی وارد بازار کرده‌است. مشهورترین آلبوم این گروه "Light It Up" نام دارد که در سال ۲۰۰۸ منتشر شد و چهار آهنگ از این آلبوم در لیست بهترین ترانه های سال موسیقی آمریکا قرار گرفت.

## آلبوم ها
- ۲۰۰۵: حقیقت ارز است (به انگلیسی: Truth Is Currency)
- ۲۰۰۸: روشنش کن (به انگلیسی: Light It Up)
- ۲۰۱۱: عدالت (به انگلیسی: Justice)
- ۲۰۱۶: انقلاب (به انگلیسی: The Revelation)